# Miguel Baeza
Pour les articles homonymes, voir Baeza (homonymie).
Miguel Baeza, né le 27 mars 2000 à Cordoue en Espagne, est un footballeur espagnol qui évolue au poste de milieu offensif au CD Mirandés, en prêt du Celta de Vigo.

## Biographie

### En club
Né à Cordoue en Espagne, Miguel Baeza commence le football au Séneca CF avant d'être formé par le Real Madrid CF, qu'il rejoint en 2012 et où il est notamment coaché par Guti. Il se fait notamment remarquer en UEFA Youth League lors de l'édition 2017-2018 en inscrivant quatre buts en neuf matchs. Avec la Castilla, Miguel Baeza se fait notamment remarquer le 26 janvier 2020 face au SCR Peña Deportiva en inscrivant un triplé, donnant la victoire à son équipe (3-1).
En 2020, il s'engage au Celta de Vigo pour un contrat courant jusqu'en juin 2025. C'est avec ce club qu'il découvre la Liga, jouant son premier match sous ses nouvelles couleurs lors la première journée de la saison 2020-2021 face à la SD Eibar, le 12 septembre 2020. Il entre en jeu en cours de partie ce jour-là à la place de Brais Méndez, et les deux équipes se séparent sur un match nul (0-0). Le 29 novembre 2020, Miguel Baeza inscrit son premier but en professionnel face au Grenade CF, en championnat. Entré en jeu à la place de Nolito, il inscrit le deuxième but de son équipe, qui s'impose finalement par trois buts à un.
Le 6 janvier 2022, Miguel Baeza est prêté jusqu'à la fin de la saison à la SE Ponferradina,.
Le 31 août 2022, Miguel Baeza est prêté pour une saison au Rio Ave FC.
Le 31 août 2023, Miguel Baeza rejoint le CD Mirandés sous la forme d'un prêt d'une saison sans option d'achat.

### En sélection nationale
Miguel Baeza reçoit une sélection avec l'équipe d'Espagne des moins de 19 ans, face à l'Italie le 16 janvier 2019 (défaite 3-0 des Espagnols).